# Desmethoxyyangonin
Desmethoxyyangonin (také nazývaný 5,6-dehydrokavain) je organická sloučenina, jeden ze šesti hlavních kavalaktonů nacházejících se v pepřovníku opojném (kava, Piper methysticum).

## Farmakologie
Desmethoxyyangonin způsobuje vratnou inhibici monoaminoxidázy B (MAO-B).
Kava snižuje koncentraci dopaminu v nucleus accumbens, přičemž desmethoxyyangonin pravděpodobně k tomuto účinku významně přispívá.